# Toen Dik Trom een jongen was
Toen Dik Trom een jongen was, voor het eerst verschenen in 1912, is het derde boek uit de Dik Trom-serie van de schrijver Cornelis Johannes Kieviet.

## Verhaal
Dik koopt de hond van Bruin Boon voor een gulden als hij erachter komt dat Bruin zijn hond moet laten verdrinken van zijn moeder. Op het schuttersfeest wint hij een prijs bij de hondenrennen en verkoopt hij de hond voor 25 gulden als blijkt dat het een bijzondere hazewindhond is.

## Externe verwijzing
- Het boek op Librivox.org, ingesproken door Bart de Leeuw